# 小野澤玲奈
小野澤 玲奈（おのざわ れいな、1988年5月22日 - ）は静岡第一テレビ（SDT）の元アナウンサー・報道記者。

## 来歴・人物
東京都出身。血液型B型。
2011年、静岡第一テレビ（SDT）に入社した。同期のアナウンサーは西山加朱紗。
特技は小学校から続けてきたダンス。高校はダンス部、大学はダンスサークルに所属し、後者では『スーパーチャンプル』（中京テレビ）に出演したことがある。また、系列局の同期である徳島えりか（日本テレビアナウンサー）とは小学生時代からの友人にあたる。
大学時代は日本テレビのイベントコンパニオンとして活動した。『しゃべくり007』（日本テレビ）の初代番組アシスタント（ボンドガール）などを務めた。
2019年4月1日にアナウンス室から報道部に異動した。
2022年3月いっぱいで、静岡第一テレビを退職した。

## 過去の担当番組
- 全国高等学校サッカー選手権大会静岡県大会（2011年） 中継リポーター
- 静岡○ごとワイド! リポーター
- 930プラス（木・金曜）
- news every.しずおか - キャスター
- まるごと
- FRONT ZERO